# Costat-client
En una aplicació informàtica el costat-client (client-side en anglès) és l'àmbit en el qual un client executa les seves operacions en una relació client-servidor dins d'una xarxa informàtica.
Majoritàriament, un client s'entén com una aplicació (per exemple un navegador web), que s'executa a l'ordinador local de l'usuari i es connecta un servidor quan és necessari. Les operacions principals es realitzen majoritàriament en el costat del client, ja que l'aplicació necessita informació o funcionalitats que només estan disponibles en aquest àmbit i no en el del servidor, bé perquè l'usuari necessita observar i proporcionar noves dades, bé perquè el servidor no té capacitat de processament per executar totes les operacions relatives als clients als quals serveix. A més, si es maximitza el nombre d'operacions que tenen lloc al costat del client, sense interaccionar amb el servidor, tardaran menys, es farà servir menys amplada de banda i s'augmentarà la seguretat de l'aplicació.
Quan el servidor envia informació en un protocol habitual, per exemple http o FTP, els usuaris poden escollir entre diversos programes client diferents per processar-la, ja sigui un navegador web modern capaç d'enviar i rebre informació usant els dos protocols, o una aplicació específica, com un client FTP. També poden existir relacions client-servidor personalitzades, amb ajuda d'aplicacions que resolguin el seu propi protocol de comunicació.
Els programes que s'executen en l'ordinador de l'usuari sense enviar o rebre informació en una xarxa no es consideren clients, i les operacions realitzades en aquestes aplicacions no es consideren operacions en el costat del client.

## Exemple
Els projectes de computació distribuïda, com SETI@home, i aplicacions populars com Google Earth depenen bàsicament de les operacions en el costat del client. El client SETI@home inicia una connexió amb el servidor i li demana informació. El servidor selecciona un paquet d'informació adequat (això és una operació del costat del servidor) i l'envia al client. Llavors el client rep la informació i l'analitza (operació del costat del client) i, quan l'anàlisi ha finalitzat, transmet els resultats de nou al servidor.